# リモージュ磁器

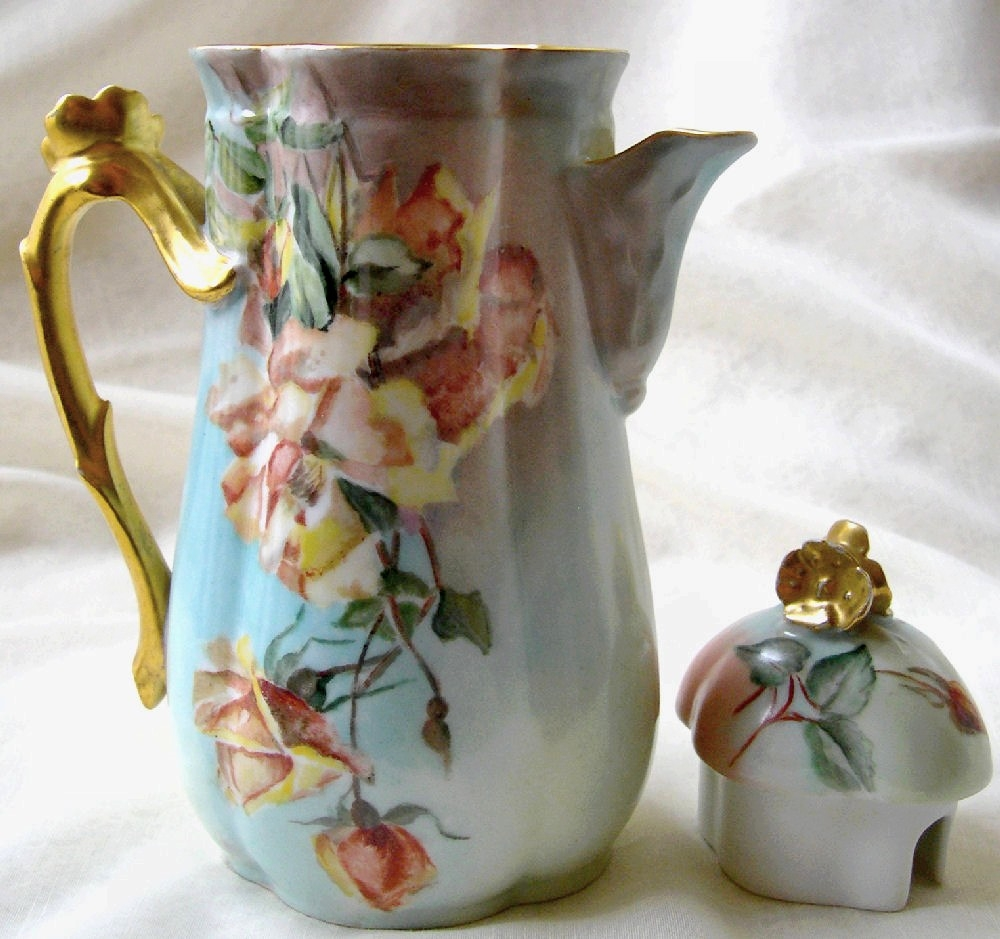
リモージュ磁器のポット

リモージュ磁器（リモージュじき）、リモージュ焼（リモージュやき）(Porcelaine de Limoges)は、フランスヌーヴェル＝アキテーヌ地域圏のリモージュとその周辺で生産される磁器の総称（『製陶所』節も参照）。1771年を起源の年として、現在まで生産を続けている。
白色薄手の素地に釉を、その上に「落着いた上絵」を描いたものが特色とされる。素焼きに絵付けをして焼くのではなく、白い生地に絵付けしてからさらに焼き付けるという手法はリモージュでは19世紀後半から行われている。

## 歴史

### 背景
中国からヨーロッパに磁器がもたらされたのは16世紀ごろで、ヨーロッパで自家生産できるようになるには18世紀初頭のドイツ、マイセンの開業まで待たなければならなかった（マイセン近郊でカオリンの地層を発見したことによる）。とはいえマイセンもこのカオリンを用いた磁器の製法を秘伝としたため、ヨーロッパの他地域では依然として硬磁の作成は行えなかった。磁器製造を独占されたままでは経済的に不利であり磁器の材料を探すということはフランス国内でも必須の状況となっていた。リモージュでは1736年に製陶所が設立されていたが、磁器製造には原料としてのカオリンと、技術が必要であった。

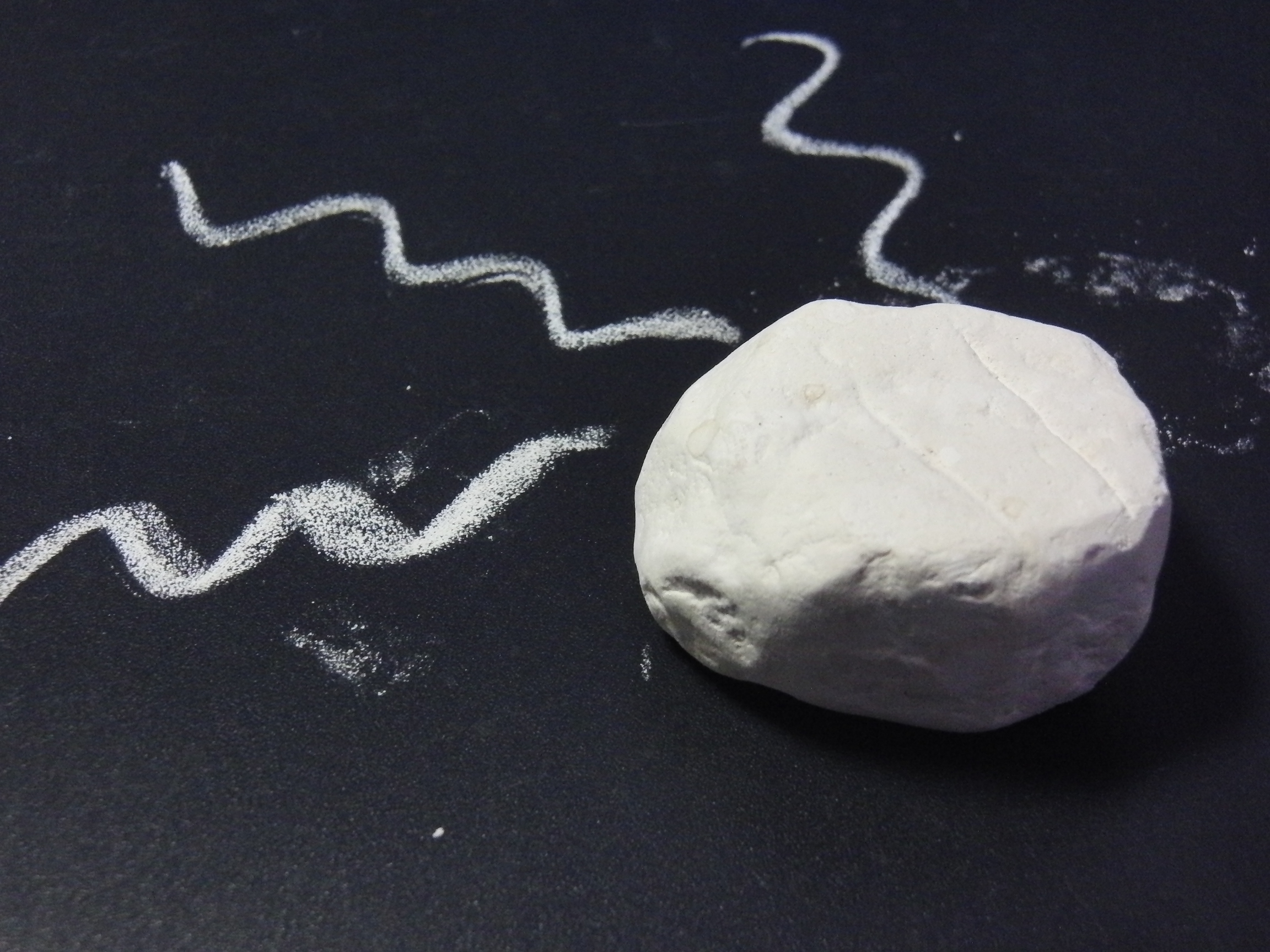
カオリナイト（カオリン）

### カオリンの発見
1768年、サンティリエ＝ラ＝ペルシュにおいてジャン＝バティスト・ダルネにより白い粘土が発見され、その妻はこれを石鹸として使用した。麻の手入れによいとされたこの粘土はダルネにより紹介され、紆余曲折を経てボルドーの薬剤師マルク＝イレー・ビラリスの手に渡り鑑定が行われた。その結果、この粘土が実は磁器製造に必要なカオリンであると確認された。

### 磁器の製作
カオリンの発見を受け、リモージュで最初に硬磁器が作成されたのは18世紀後半の1771年であった。マシエ（マシー、Massié）とフルネラ（Fourneira）の2人 によるもので、資本はグルレ兄弟（ピエールとガブリエル）によった。産業育成に力を入れていたリムーザンのトゥルゴ知事の後押しもあった。この製陶所は1774年にはアルトワ伯爵の保護を受け、「アルトワ伯爵製陶所」となった。初期の作品はそれまでに作成していた軟磁器のモチーフを流用したものであったがレパートリーは豊富ではなく、その故に経営は行き詰っていき、1784年にはフランス政府に買収されセーブルの一部門となり、このことからこの製陶所は「リモージュ王立製陶所」とも呼ばれた。セーブルから派遣された装飾師によりリモージュの装飾は多様性を持つようになった。一方で、リモージュ全体としては18世紀の間は原料の販売が主で、磁器製造はまだ主力ではなかった。1788年、経営がうまくいかなかったため、またこの時期にはフランス革命の影響で贅沢品とみなされた磁器の製造が禁止されたため に今度はフランス政府（セーブル）から売却された。この後、1840年までは質はともかくとして、世界的に見てメジャーにはなり得なかった。

### 19世紀前半まで
19世紀初頭、リモージュとオート＝ヴィエンヌ県には6つの製陶所が存在していた。後年（1900年）の批評によれば、この頃から質のよい磁器が製造されていたと評価されている。
18世紀のうちにサンティリエ＝ラ＝ペルシュにセイニー伯爵によって設立された「セイニー伯爵製陶所」を、1789年にエティエンヌ・ベニョルが引き継ぎ「ベニョル製陶所」とした。この人物はそれまで「アルトワ伯爵製陶所」に在籍し、その技術を高く評価されていた技術者であった。1802年にパリの芸術産業展示会に作品を出展しここでも高評価を受けた。
リモージュ磁器の白さを発展させた人物としてはフランソワ・アリュオーが挙げられる（初期のリモージュは『微妙に黄色がかった素地』を特徴とした）。この人物は1788年、「アルトワ伯爵製陶所」の経営を引き継ぎ1792年まで所長だった同名人物の息子であり、鉱物学者でもあった。また、金属酸化物を用いた独特の絵付け手法により、茶色の新色も編み出した。
他にもこの時期には、パリで仕事をしていた職人たちがリモージュに移住し、レリーフや人物像といった立体装飾、そして絵付けにも影響を与えた。

### 黄金時代
19世紀後半は「リモージュ磁器の黄金時代」と評される。1842年にニューヨークからダビド・アビランド (David Haviland)がリモージュを訪れ、数年の滞在期間中に幾つものサンプルをニューヨークの親族に送り、リモージュ磁器をアメリカに紹介した。これが後のアメリカへの「膨大な」輸出への呼び水となり、販路は大いに拡大することになる。この人物は1862年に2人の息子とともに「アビランド製陶所」も設立し、リモージュの国際的な評価アップにさらに貢献した。「アビランド製陶所」を先駆けとして、このころにヨーロッパに広まっていたジャポニズムもリモージュ磁器に取り入れられた。
1851年にロンドンにおいて開催された最初の国際万国博覧会にも多くの窯が作品を出品し、好評を得た。なお、この頃から多くの製陶所が製品に窯印をつけるようになったという 。この博覧会で「プイヤ製陶所」の出品した作品は極めて美しく質の高い白の傑作と評された。この製陶所は装飾の少ないシンプルな食器を製作し、リモージュ磁器の白さに対する人々の評価を固定化させることに成功した。リモージュの製陶業界はロンドン万国博覧会に先立つ1850年、石炭焼上げ技法を導入したが、「プイヤ製陶所」もこの技法の代表格とされる。1878年にパリ万国博覧会に出品された「グラン・ド・リ（1粒の米、の意）」という作品にはエマイユの技法も取り入れられている。
この時期には釉薬を使わない素焼きの作品も作られた。また、地元の化学者の協力を得て使用可能な色の種類も増加した。絵付けの方法として、素焼きに絵付けをして焼くのではなく、白い生地に絵付けしてからさらに焼き付けるという技法はこの時期に開発された。アール・ヌーヴォーもこの19世紀後半にいち早く取り入れられ、シカゴ万国博覧会に出品された作品はサミュエル・ビングにも高く評価された。
19世紀初頭には6軒だった製陶所は1840年には既に30余りに、そして1926年の調査が行われた頃には48軒にまで増加していた。
1845年にはオート＝ヴェイエンヌ県立博物館の建設が決定された。やがて館長に就任したアドリアン・デュブーシェの寄贈によりコレクションが増加し手狭になったため1900年に建物は改築され、アドリアン・デュブーシェ国立博物館と改称された。

### 20世紀以降
前世紀からの技術に加え、新たな装飾技術も発生した。リモージュの特徴となる「はめ込み技術」が普及したのは20世紀前半である。アール・デコが流行するとこれもまた取り入れられた。この世紀には2度の世界大戦があり、ネガティブな影響も受けた。第一次世界大戦では「ゲラン製陶所」、「トレスマン&ボグ製陶所」は大戦の影響で買収され、第二次世界大戦においては、原料や燃料、そして展覧会の中止などを要因として、1940年に5000人いた窯業従事者が、2000人まで減少し、また生産量も60パーセント減少した。とはいえ、1944年当時の報告書には「注文には事欠かなかった」とも記されている。戦後の1947年の報告書には、「アメリカ以外への輸出が急激に回復」したという記述も見られる。
復興期以降は、フランス国内のみならず、国外で活動しているアーティストの協力も受け入れ、新たなモチーフやフォルムも開発された。エールフランスのファーストクラスで使用されたリモージュの食器をデザインしたレーモン・ロヴィや、フランスで活動していたアーティストではロジェ・タロン、マルク・エルドといったデザイナーが挙げられている。
現在ではパリやセーヴルよりも、リモージュこそがフランス磁器の中心地という意見や、パリのレストランではリモージュ磁器の食器が多く使われているという評価もある。

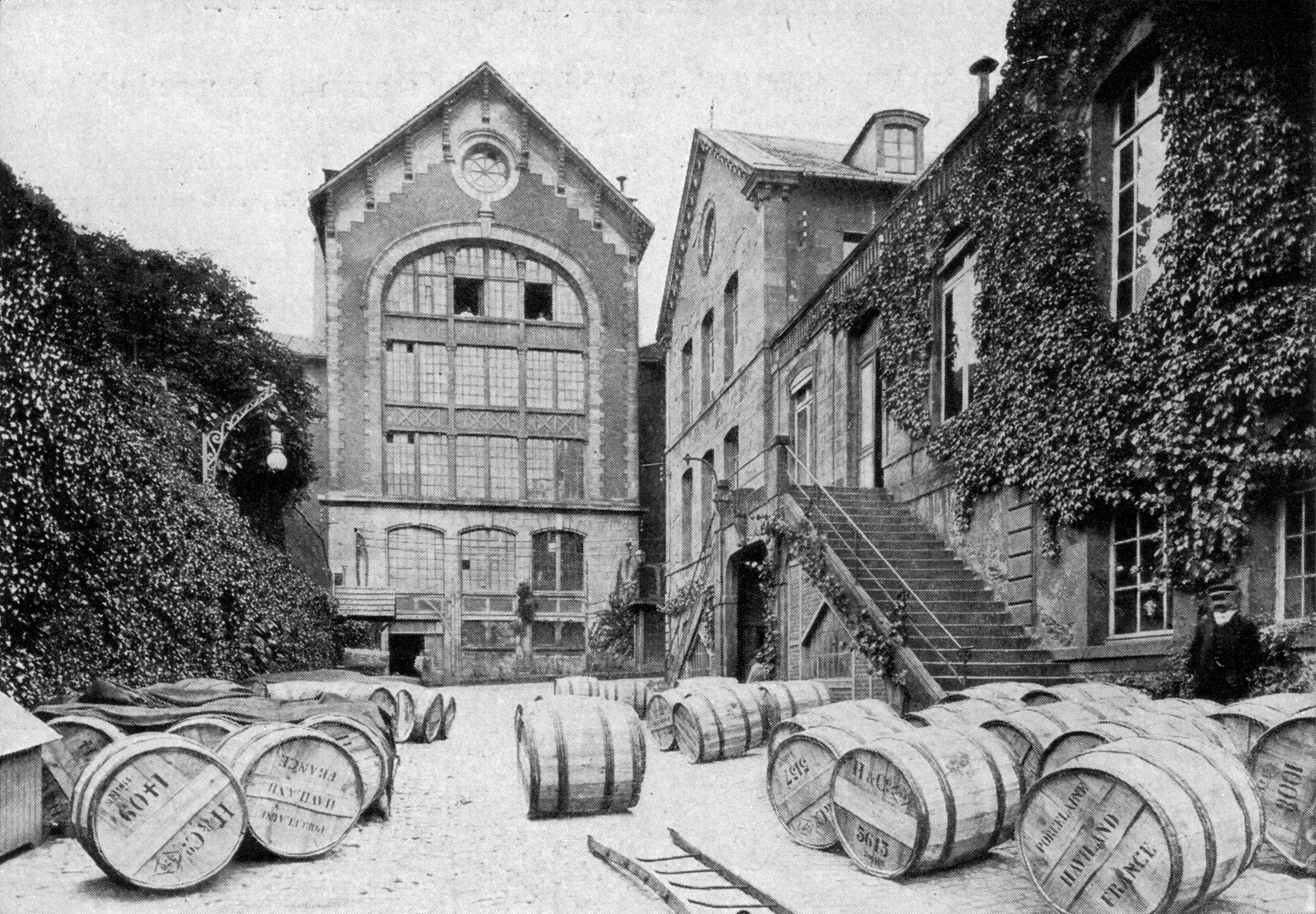
アビランド製陶所の風景

## 製陶所
ひとくちにリモージュ磁器と言っても単一の製陶所がすべてまかなっているわけではなく、歴史節でも紹介したように、いくつもの製陶所が域内に存在したし存在する。中にはすでに閉鎖された製陶所もあるが、以下にその例を挙げる。
アルトワ伯爵製陶所
起源は1736年で、当初は大衆向けの陶器を製造していた。窯印は「CD」。一時はセーブル王立製陶所の支店となるも、以降は私企業として健在。「磁器の製作」節及び「19世紀前半まで」節も参照。
ベニョル製陶所
起源は18世紀設立の「セイニー伯爵製陶所」で、ろくろ工だったエティエンヌ・ベニョルにより引き継がれベニョル製陶所となった。息子の代で製陶所は手放すこととなった。「19世紀前半まで」節も参照。
アリュオー製陶所
フランソワ・アリュオーと、その同名の息子により設立された。この一家は父の時代に「アルトワ伯爵製陶所」の所長を退くと、1798年に「アリュオー製陶所」を設立した。鉱物学者だった息子が編み出した磁器の白色は定評があった。1816年、ヴィエンヌ川沿いに新しい工場を設立した。この工場は川沿いのため、燃料とした木材のいかだを横持ちする手間が要らず、また物品入市税も免除されるという特権もあり発展を遂げ、ヨーロッパやアメリカへも輸出を行った。彼の死後しばらくして、アメリカ人に買い取られることとなった。「19世紀前半まで」節も参照。
プイヤ製陶所
カオリンの採掘所を経営していたフランソワ・プイヤにより、1835年に設立された。自前で採掘所を持っている強みから最高の素材を使用できたため、その白に定評があった。石炭焼上げ技法と透かし装飾も特徴。1912年、ゲラン製陶所に買収された。「黄金時代」節も参照。
リュオー製陶所
19世紀中頃。石炭焼上げ技法と、本焼にコバルトを使用した青色が特徴。
アビランド製陶所
1864年設立。1842年にリモージュを訪れ、1847年にはアトリエも開いていたダビド・アビランドとその2人の息子により設立された。ジャポニズムの影響を受けた装飾の導入や、アメリカへの輸出拡大と、地元への貢献も評価される。複数のアメリカ合衆国大統領からの注文も受けている。息子の兄シャルル＝エドゥワール (Charles Edward Haviland：フランス語版)は豪腕で大いに発展したものの、独裁的であり、これに反発した弟のテオドール (Theodore Haviland)は1892年に独立し、次項のテオドール・アビランド製陶所を設立する。「黄金時代」節も参照。1921年にシャルル＝エドゥワールが死去した後、1931年に閉鎖された。
テオドール・アビランド製陶所　(英語版)
1892年、アビランド製陶所から独立したテオドール・アビランドにより設立された。1903年には彼の息子、ギヨーム (William Haviland)も参加した。作風は1912年を境に大きく変化する。これはテオドールからギヨームへ主体が変わったことによる。ギヨームは装飾に有名アーティストを登用し、新風を呼び込んだ。1941年、ギヨームは閉鎖されたアビランド製陶所の商標を買い取り、統合を果たした。製陶所は、ギヨームの息子テオドール・アビランド二世 (Theodore Haviland II)に引き継がれた。1972年以降、3度買収されたが現在でも健在であり、銀製品やガラス器の製造も並行して行っている。

## 原料産地

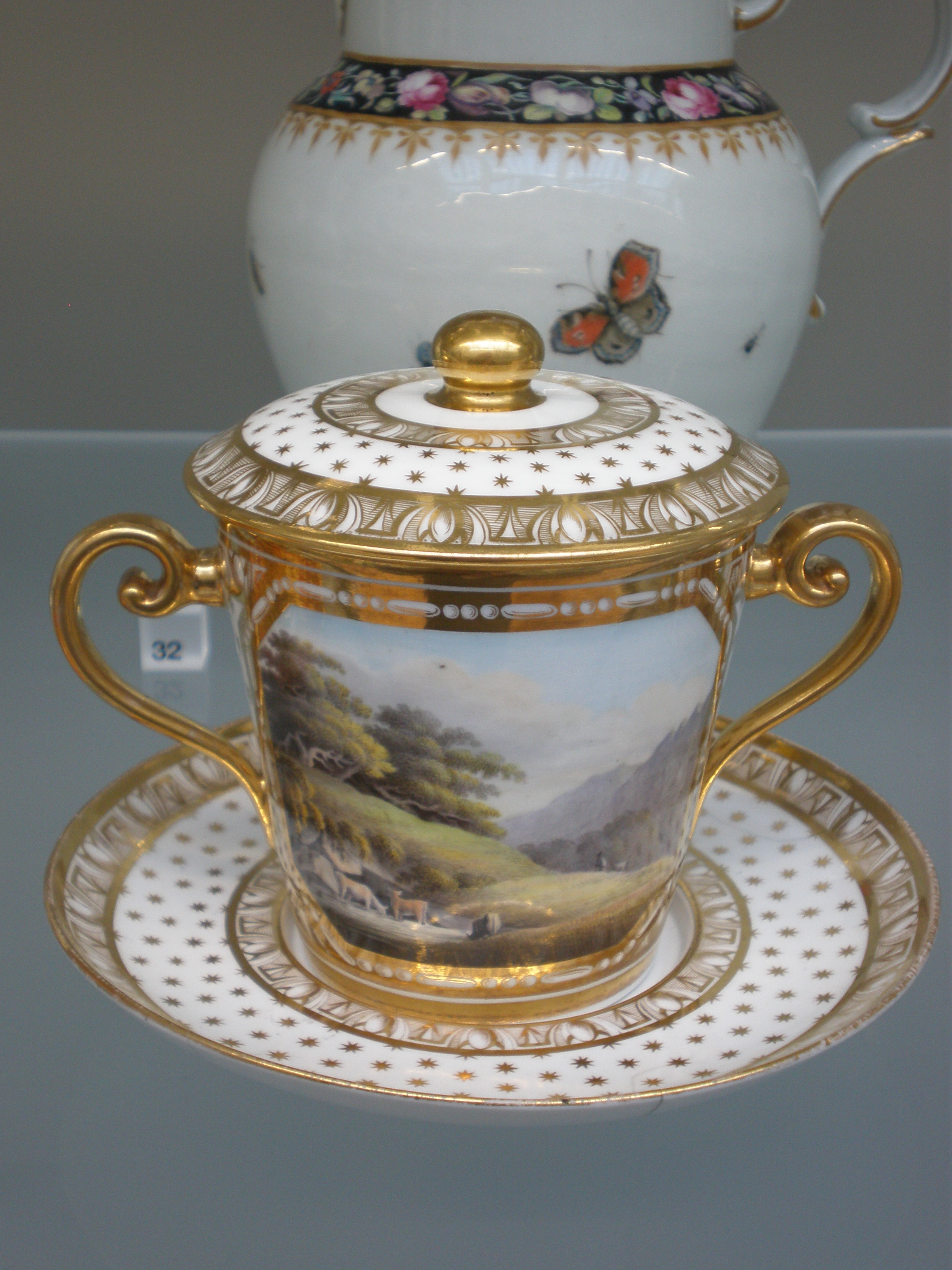
デザインも似ているといわれるスタッフォードシャーのボーンチャイナ。1815-20年 (ヴィクトリア&アルバート博物館)

使用される原料のうち以下の産地が例として挙げられる。リモージュは近隣に豊富な原料の産地があったため、それら入手は容易であった。
カオリン
サンティリエ＝ラ＝ペルシュ、Marcognac、など。
長石
Chantreloube
石英
サン＝ポール＝ラ＝ロッシュ
ペグマタイト
サンティリエ＝ラ＝ペルシュ

## 焼成温度
焼成は摂氏1400-1450度で、上絵の焼付けは同950-1000度で行われ、製造方法はイギリス、スタッフォードシャーのボーンチャイナと「非常によく似ている」とされる。磁器を焼くための高温をもたらす木材（ナラ、ハコヤナギ、クマシデ、ハン）は、当初からこの地方には豊富に存在していた（リムーザンは『フランスでもっともひなびた場所』とまで評される）。高温で焼くことにより、装飾は耐久性が高まる。

## 骨董として
初期に使われた花をモチーフとした装飾と、『微妙に黄色がかった素地』を特徴とした作品が蒐集家にとって価値が高いとされる。

## 関連文献
- 今井祐子「19世紀後半のフランスにおける日本陶磁器コレクションの形成」『表現文化研究』第1巻第1号、神戸大学表現文化研究会、2001年11月、1-11頁、CRID 1390572174880989440、doi:10.24546/81002811、hdl:20.500.14094/81002811、ISSN 13468103。